# Pane dal cielo
Pane dal cielo è un film del 2018 diretto da Giovanni Bedeschi.

## Trama
Durante la notte di Natale due senzatetto trovano dentro un cassonetto un neonato. Si scopre che il bambino è invisibile a tutti tranne a loro.

## Distribuzione
Il film è stato distribuito nelle sale cinematografiche italiane a partire dal 10 febbraio 2018.